# Otto Kumm

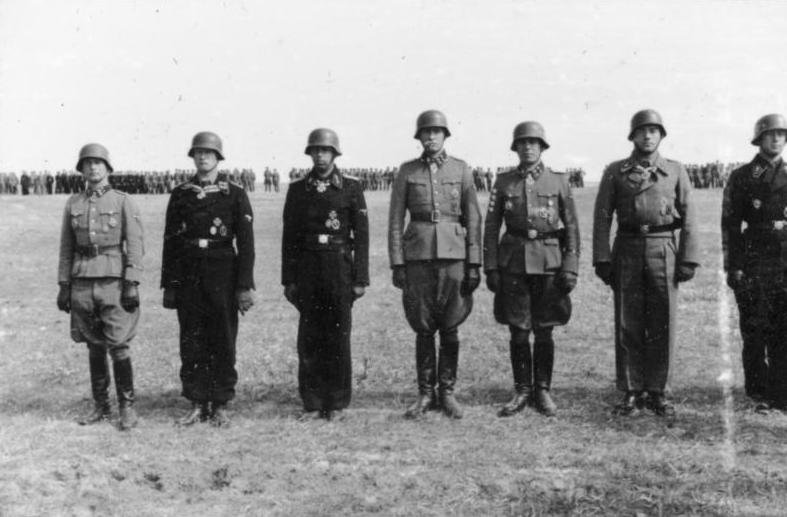

Otto Kumm (Hamburgo, 1 de outubro de 1909 — 23 de março de 2004) foi um militar alemão da Waffen-SS, comandante do Leibstandarte SS Adolf Hitler. No pós-guerra Kumm foi um dos fundadores e primeiro dirigente da HIAG, associação de veteranos da Waffen-SS.

## Início de Vida e Carreira
Nascido em 1909 numa família de comerciantes de Hamburgo, na época do império alemão, pasou toda sua infância e adolescência na cidade, onde após concluir seus estudos do ensino médio trabalhou como tipografo em um jornal

### Avanço na SS e a Guerra
Otto Kumm ingressou no NSDAP em 1º de dezembro de 1931 ( membro de número 421.230) e foi aceito na SS como membro no mesmo mês (membro de número  da SS 18.727). Em 1º de abril de 1934, ingressou na SS- Verfügungstruppe, que estava sendo criada, como voluntário com o posto de SS -Sturmführer(algo equivalente a segundo tenente) e serviu no I./SS-Standarte “Germania” em Hamburgo, tendo seu treinamento se iniciado no dia 1 de Julho. 
Em setembro de 1936 foi nomeado SS-Hauptsturmführer (capitão da SS). A partir de dezembro de 1936 serviu como chefe da 2ª companhia do SS-Standarte “Deutschland” baseada em Munique.
Após a anexação da Áustria, Kumm tornou-se comandante de companhia na formação da SS:  “Der Führer” , regimento subordinado à 2.ª Divisão SS Das Reich, tendo sido sua unidade estacionada em Klagenfurt em março de 1938 e participado do ataque à Polônia em 1939 . Em abril de 1940, ele assumiu uma companhia daquela formação, com a qual marchou para a Holanda na campanha ocidental . Durante os combates foi nomeado comandante do III. Batalhão.
Em 1º de outubro de 1940, foi promovido a SS-Sturmbannführer (Major). Na primavera de 1941, Kumm e seu batalhão participaram do ataque à Iugoslávia como parte da divisão SS "Reich" (motorizada) durante a campanha dos Balcãs .
Tendo também participado na operação barbarossa, em 12 de julho de 1941, ele assumiu a liderança do regimento SS “Der Führer” do SS: Obergruppenführer Georg Keppler. (posto geral mais alto da Schutzstaffel,comparável a um atual tenente-general da Bundeswehr.)  Kumm comandou o Regimento da Divisão SS Das Reich de julho de 1941 a abril de 1943. Este regimento foi quase destruído na ofensiva soviética de janeiro de 1942, quando foi reduzido ao avassalador número de 35 homens dos 2.000 que iniciaram a campanha em junho de 1941; No mesmo mês entregou o comando a Sylvester Stadler e retornou à Alemanha.
Em 30 de janeiro de 1944, foi nomeado comandante da 7ª Divisão Voluntária SS de Montanha "Prinz Eugen" , que também foi implantada na Iugoslávia ocupada, e foi simultaneamente promovido a SS Oberführer (Posto especial da SS. superior à coronel, inferior à Major general  da Wehrmacht).
Sua ascensão pessoal de um pequeno trabalhador qualificado sem diploma de ensino médio a um general baseado apenas em seus próprios esforços é um bom exemplo da teoria levantada pela cúpula nazista acerca do caráter da Waffen-SS como um exército popular.
Em 28 de março de 1944, a divisão SS "Prinz Eugen" se envolveu em crimes de guerra contra civis: matando os habitantes de várias aldeias na área de Knin , incluindo Otok , perto de Sinj, localidades do Condado de Split-Dalmácia. 
O ministro das Relações Exteriores da Croácia, Stijepo Perić, protestou em Berlim porque os moradores foram conduzidos para dentro das casas e baleados com metralhadoras pelas janelas.  Posteriormente, no 7º Julgamento de Nuremberg contra criminosos de guerra, o número de vítimas em 28 de março de 1944 foi estimado em 2.014 mortos em 22 aldeias. Homens, mulheres e crianças foram então literalmente massacrados e as aldeias saqueadas.  As provas apresentadas ao Tribunal pela delegação iugoslava também incluíam fotografias mostrando o “incêndio de cidades, massacre da população, tortura de guerrilheiros capturados” pela “7ª Divisão de Montanha Voluntária SS Prinz Eugen liderada por Otto Kumm todas documentadas”. 
Em 9 de novembro de 1944, Otto Kumm foi promovido a SS-Brigadeführer (líder de brigada SS) Este posto SS correspondia ao então major-general da Wehrmacht . Com a divisão, retirou-se para a Hungria. Kumm foi comandante da Divisão de 30 de janeiro de 1944 até 20 de janeiro de 1945.
Com o ferimento do comandante Wilhelm Mohnke. devido a um ataque aéreo, a 1.ª Divisão SS Leibstandarte SS Adolf Hitler teve Kumm como seu novo comandante nomeado para esforços de defesa do território do Reich, tendo ele assumido no dia 6 de fevereiro de 1945.
Como comandante da divisão, Kumm e o LSSAH participaram da Operação Frühlingserwachen(6 de março de 1945 - 16 de março de 1945), a última grande ofensiva alemã lançada durante aquela guerra. Os alemães lançaram ataques em teritório húngaro perto da área do Lago Balaton, na Frente Oriental,que, entre outras coisas, pretendia garantir os poços de petróleo e as reservas de combustível ali para a economia de guerra alemã. Apesar dos ganhos iniciais de terreno, a operação não teve sucesso. A inteligência soviética identificou grandes formações de tanques alemães no oeste da Hungria e desenvolveu uma estratégia de contra-ataque bem-sucedida. Após o fracasso da Operação, o 6º Exército SS Panzer de Sepp Dietrich e o LSSAH recuaram para a área de Viena .
Depois que Viena caiu nas mãos do Exército Vermelho na Ofensiva de Viena , a maior parte da divisão LSSAH se rendeu às forças dos EUA na área de Steyr em 8 de maio de 1945, dia da rendição alemã na guerra. Kumm foi detido no campo de internamento de Dachau administrado pelo Exército dos EUA. Kumm evitou a extradição para a Iugoslávia para ser julgado por crimes de guerra, fugindo pelo muro do campo.

## Pós guerra e atividades no HIAG
Após a guerra, Otto Kumm foi "desnazificado" e tornou-se empresário. Kumm foi o fundador e o primeiro chefe da organização de veteranos da Waffen-SS HIAG , criada em 1951 para fazer lobby pela causa da reabilitação histórica da Waffen-SS e pela restauração de seus direitos às pensões do pós-guerra.  Além de Kumm em Hamburgo, outros ex-oficiais da Waffen-SS também tentaram organizar os veteranos, como Herbert Otto Gille no sul da Baixa Saxônia e Paul Hausser . Kumm, assim como Gille e Hausser, almejava um alto nível de organização entre os ex-membros da Waffen-SS; Uma organização nacional deveria ocorrer junto com ex-soldados da Wehrmacht na Associação de Soldados Alemães (VdS).  

Como presidente da organização e seu primeiro porta-voz, Kumm deu o tom para a retórica que se refletiu nas suas publicações e no discurso público. Em 1952, Otto Kumm publicou um editorial na revista interna Wiking-Ruf ("Chamado Viking ") descrevendo as queixas da organização: 
Mesmo durante a guerra, e especialmente depois da guerra, propagandistas infames e mentirosos conseguiram aproveitar todos os infelizes acontecimentos ligados ao Terceiro Reich e também às SS para destruir e arrastar pela lama tudo o que era e é sagrado. para nós. [...] Sejamos claros: a batalha [aliada] foi dirigida não apenas contra o regime autoritário do Terceiro Reich, mas, sobretudo, contra o ressurgimento da força do povo alemão.
Pelo menos durante a década de 1970, Kumm permaneceu "o entusiasta nazista sempre irreformado", de acordo com o pesquisador Danny S. Parker, que teve acesso aos arquivos do HIAG, anteriormente fechados.  Considerado pelo governo da Alemanha Ocidental como uma organização nazista, o HIAG foi dissolvido em 1992.  Kumm morreu aos 94 anos em 23 de março de 2004.

## Honrarias
- Cruz de Ferro de 2ª e 1ª classe
- Distintivo de ferido em ação

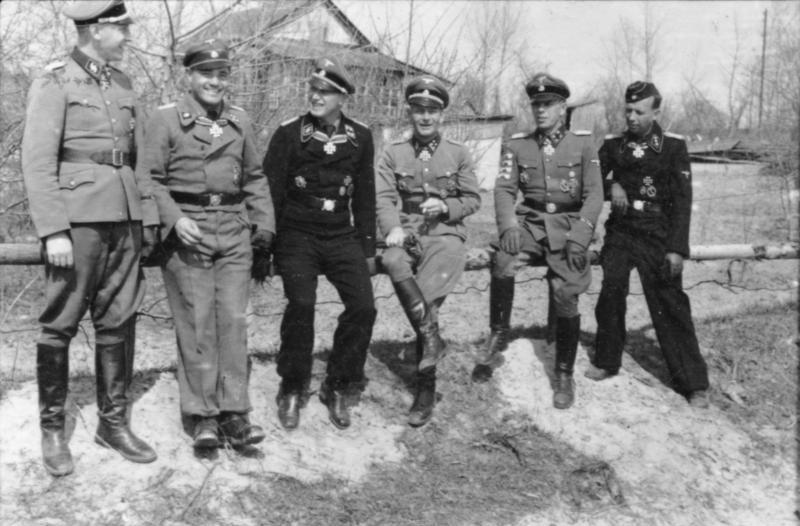
Da esquerda para a direita: Sylvester Stadler, Hans Weiß, Christian Tychsen, Otto Kumm, Vinzenz Kaiser e Karl-Heinz Worthmann na União Soviética (abril de 1943); foto de uma propaganda da SS.

- Distintivo da infantaria de assalto
- Adaga de honra-SS
- Medalha do front oriental
- Cruz germânica em ouro
- Cruz de cavaleiro da cruz de ferro com carvalho e espadas
  - Cruz de cavaleiro (16 de fevereiro de 1942)
  - Folhas de carvalho (8 de abril de 1943)
  - Espadas (17 de março de 1945)